# Скобелево (Ловецька область)
Ско́белево (болг. Скобелево) — село в Ловецькій області Болгарії. Входить до складу общини Ловеч.

## Населення
За даними перепису населення 2011 року у селі проживали 275 осіб.
Національний склад населення села:
| Національність   | Кількість осіб | Відсоток |
| ---------------- | -------------- | -------- |
| болгари          | 221            | 80,4%    |
| цигани           | 51             | 18,5%    |
| Всього відповіли | 275            |          |

Розподіл населення за віком у 2011 році:
Динаміка населення: